# 森一生
森一生（1911年1月15日－1989年6月29日），日本電影導演，執導風格廣泛。

## 電影作品
- 荒木又右衛門 決闘鍵屋の辻（1952年）
- 日俄戰爭勝利秘史 敵中橫斷三百里（1957年）
- 朱雀門（1957年）
- 年輕的信長（1959年）
- 次郎長富士（1959年）
- 薄櫻記（1959年）
- 續次郎長富士（1960年）
- 不知火檢校（1960年）
- 大菩薩嶺 完結篇（1961年）
- 新源氏物語（1961年）
- 續座頭市物語（1962年）
- 新惡名（1962年）
- 惡名市場（1963年）
- 新・忍者（1963年）
- 惡名太鼓（1964年）
- 座頭市逆手斬（1965年）
- 忍者・伊賀屋敷（1965年）
- 忍者・新霧隱才藏（1966年）
- 大魔神逆襲（1966年）
- 無賴兵隊之越獄（1966年）
- 殺手的故事（1967年）
- 惡名十八番（1968年）
- 鐵砲傳來記（1968年）
- 四谷怪談 阿岩的亡靈（1969年）
- 眠狂四郎圓月殺法（1969年）
- 忍者們（1969年）
- 座頭市御用旅（1972年）